# Habitatge a la carretera de Santa Eugènia, 55
L'Habitatge a la carretera de Santa Eugènia, 55 era una obra de Girona inclosa a l'Inventari del Patrimoni Arquitectònic de Catalunya.

## Descripció
Era un edifici entre mitgeres, de planta rectangular i constava de planta baixa i tres pisos, amb coberta planera. La planta baixa s'unificava, creant un gran arc de punt rodó, amb l'entresòl. Aquest arc era flanquejat per finestres a banda i banda i als dos nivells, i per la porta d'entrada a l'immoble. Totes les obertures eren de llinda recta i sobresortides. La composició era simètrica, a nivell de la façana principal, de balcons unificats i dos obertures a la planta i al segon i tercer pis. La façana es rematava amb ràfec decorat i barana treballada. La planta baixa era tractada amb estucat formant pedres. Els laterals pujaven fins al ràfec, mentre que la resta era d'obra vista. Va ser enderrocat.